# ATP de Genebra
O ATP de Genebra ou Gonet Geneva Open é uma competição de tênis masculina, que retornou ao circuito em 2015, em quadras de saibro, em Genebra, Suíça.
Em 2025, foi palco do 100° título de Novak Djokovic, um dos maiores tenistas da história. Com esse feito, ele entrou para uma seleta lista de vencedores, atrás só de Jimmy Connors e Roger Federer, com 109 e 103 títulos, respectivamente.

## Finais

### Simples
| Ano                                                         | Campeão          | Vice-campeão           | Resultado       |
| ----------------------------------------------------------- | ---------------- | ---------------------- | --------------- |
| 2025                                                        | Novak Djokovic   | Hubert Hurkacz         | 5–7, 7–6², 7-6² |
| 2024                                                        | Casper Ruud      | Tomáš Macháč           | 7–5, 6–3        |
| 2023                                                        | Nicolás Jarry    | Grigor Dimitrov        | 7–61, 6–1       |
| 2022                                                        | Casper Ruud      | João Sousa             | 7–63, 4–6, 7–61 |
| 2021                                                        | Casper Ruud      | Denis Shapovalov       | 7–66, 6–4       |
| Torneio não realizado em 2020 devido à pandemia de COVID-19 |                  |                        |                 |
| 2019                                                        | Alexander Zverev | Nicolás Jarry          | 6–3, 3–6, 7–68  |
| 2018                                                        | Márton Fucsovics | Peter Gojowczyk        | 6–2, 6–2        |
| 2017                                                        | Stan Wawrinka    | Mischa Zverev          | 4–6, 6–3, 6–3   |
| 2016                                                        | Stan Wawrinka    | Marin Čilić            | 6–4, 7–611      |
| 2015                                                        | Thomaz Bellucci  | João Sousa             | 7–64, 6–4       |
| Torneio não realizado entre 2014 e 1992                     |                  |                        |                 |
| 1991                                                        | Thomas Muster    | Horst Skoff            | 6–2, 6–4        |
| 1990                                                        | Horst Skoff      | Sergi Bruguera         | 7–6, 7–6        |
| 1989                                                        | Marc Rosset      | Guillermo Pérez-Roldán | 6–4, 7–5        |
| 1988                                                        | Marián Vajda     | Kent Carlsson          | 6–4, 6–4        |
| 1987                                                        | Claudio Mezzadri | Tomáš Šmíd             | 6–4, 7–5        |
| 1986                                                        | Henri Leconte    | Thierry Tulasne        | 7–5, 6–3        |
| 1985                                                        | Tomáš Šmíd       | Mats Wilander          | 6–4, 6–4        |
| 1984                                                        | Aaron Krickstein | Henrik Sundström       | 6–7, 6–1, 6–4   |
| 1983                                                        | Mats Wilander    | Henrik Sundström       | 3–6, 6–1, 6–3   |
| 1982                                                        | Mats Wilander    | Tomáš Šmíd             | 7–5, 4–6, 6–4   |
| 1981                                                        | Björn Borg       | Tomáš Šmíd             | 6–4, 6–3        |
| 1980                                                        | Balázs Taróczy   | Adriano Panatta        | 6–3, 6–2        |

### Duplas
| Ano                                                         | Campeões                           | Vice-campeões                          | Resultado         |
| ----------------------------------------------------------- | ---------------------------------- | -------------------------------------- | ----------------- |
| 2024                                                        | Marcelo Arévalo Mate Pavić         | Lloyd Glasspool Jean-Julien Rojer      | 7–62, 7–5         |
| 2023                                                        | Jamie Murray Michael Venus         | Marcel Granollers Horacio Zeballos     | 7–66, 7–63        |
| 2022                                                        | Nikola Mektić Mate Pavić           | Pablo Andújar Matwé Middelkoop         | 2–6, 6–2, [10–3]  |
| 2021                                                        | John Peers Michael Venus           | Simone Bolelli Máximo González         | 6–2, 7–5          |
| Torneio não realizado em 2020 devido à pandemia de COVID-19 |                                    |                                        |                   |
| 2019                                                        | Oliver Marach Mate Pavić           | Matthew Ebden Robert Lindstedt         | 6–4, 6–4          |
| 2018                                                        | Oliver Marach Mate Pavić           | Ivan Dodig Rajeev Ram                  | 3–6, 7–63, [11–9] |
| 2017                                                        | Jean-Julien Rojer Horia Tecău      | Juan Sebastián Cabal Robert Farah      | 2–6, 7–69, [10–6] |
| 2016                                                        | Steve Johnson Sam Querrey          | Raven Klaasen Rajeev Ram               | 6–4, 6–1          |
| 2015                                                        | Juan Sebastián Cabal Robert Farah  | Raven Klaasen Lu Yen-hsun              | 7–5, 4–6, [10–7]  |
| Torneio não realizado entre 2014 e 1992                     |                                    |                                        |                   |
| 1991                                                        | Sergi Bruguera Marc Rosset         | Per Henricsson Ola Jonsson             | 3–6, 6–3, 6–2     |
| 1990                                                        | Pablo Albano David Engel           | Neil Borwick David Lewis               | 6–3, 7–6          |
| 1989                                                        | Andrés Gómez Alberto Mancini       | Mansour Bahrami Guillermo Pérez-Roldán | 6–3, 7–5          |
| 1988                                                        | Mansour Bahrami Tomáš Šmíd         | Gustavo Luza Guillermo Pérez-Roldán    | 6–4, 6–3          |
| 1987                                                        | Ricardo Acioly Luiz Mattar         | Mansour Bahrami Diego Pérez            | 3–6, 6–4, 6–2     |
| 1986                                                        | Andreas Maurer Jörgen Windahl      | Gustavo Luza Gustavo Tiberti           | 6–4, 3–6, 6–4     |
| 1985                                                        | Sergio Casal Emilio Sánchez        | Carlos Kirmayr Cassio Motta            | 6–4, 4–6, 7–5     |
| 1984                                                        | Michael Mortensen Mats Wilander    | Libor Pimek Tomáš Šmíd                 | 6–1, 3–6, 7–5     |
| 1983                                                        | Stanislav Birner Blaine Willenborg | Joakim Nyström Mats Wilander           | 6–1, 2–6, 6–3     |
| 1982                                                        | Pavel Složil Tomáš Šmíd            | Carl Limberger Mike Myburg             | 6–4, 6–0          |
| 1981                                                        | Heinz Günthardt Balázs Taróczy     | Pavel Složil Tomáš Šmíd                | 6–4, 3–6, 6–2     |
| 1980                                                        | Željko Franulović Balázs Taróczy   | Heinz Günthardt Markus Günthardt       | 6–4, 4–6, 6–4     |